# Maud Cunnington
Maud Edith Cunnington, CBE (* 24. September 1869 als Maud Edith Pegge in Briton Ferry, Glamorgan; † 28. Februar 1951 in Devizes) war eine walisische Archäologin. Sie wurde bekannt durch ihre Erforschung der prähistorischen Stätten von Salisbury Plain, insbesondere der Anlage Woodhenge.

## Leben und Werk
Maud Cunnington war die Tochter von Charles Pegge und Catherine Milton Leach. Sie hatte sechs Geschwister. Für kurze Zeit besuchte sie das Cheltenham Ladies’ College. Am 9. Juli 1889, im Alter von 19 Jahren, heiratete sie Edward Benjamin Howard Cunnington, bekannt als Ben Cunnington, einen Journalisten und Weinhändler. Ben war außerdem ehrenamtlicher Kurator des Devizes Museum, das der Geschichte und Archäologie der Grafschaft Wiltshire gewidmet war. Das Museum war aus der Arbeit seines Urgroßvaters William Cunnington hervorgegangen, und Ben war bereits das vierte Mitglied der Familie Cunnington, das dieses Ehrenamt ausübte. Maud und Ben Cunnington bekamen einen Sohn, Edward, der im Ersten Weltkrieg starb.
1897 zog die Familie nach Devizes. Maud Cunnington beschäftigte sich mit der Klassifizierung lokaler Keramikfunde und römischer Terra Sigillata aus den Ausgrabungen in Wiltshire. Zwischen 1909 und 1942 veröffentlichte sie darüber zahlreiche Aufsätze im Wiltshire Archaeological Magazine. Sie dokumentierte auch Rettungsgrabungen in der Umgebung. Gemeinsam mit ihrem Ehemann begann sie gleichzeitig eigene Forschungsgrabungen. Sie erforschten ab 1908 das erste bekannte neolithische Grubenwerk von Knap Hill, Alton Priors. 1911 und erneut 1920–1922 gruben sie eine Siedlung der Hallstattzeit bei All Cannings Cross aus, drei Jahre später ein Langbett in West Kennet. Ihr bekanntester Ausgrabungsort wurde Woodhenge, das 1926 durch Luftbildfotografie identifiziert worden war und in den folgenden drei Jahren unter Maud Cunningtons Leitung ausgegraben wurde. Sie benannten es in Anlehnung an das nur wenige Kilometer entfernt gelegene Stonehenge. Außerdem entdeckte Maud Cunnington 1930 das Heiligtum auf dem Overton Hill wieder, dessen Standort seit dem 18. Jahrhundert in Vergessenheit geraten war. Sowohl diese Stätte als auch Woodhenge kauften die Cunningtons und schenkten die Grundstücke dem Staat.
1931 wurde Maud Cunnington – als erste Frau – Präsidentin der Wiltshire Archaeological Society. Während des Zweiten Weltkrieges musste das Ehepaar Cunnington seine Ausgrabungen einstellen, sie arbeiteten aber weiter im Devizes Museum, in dem alle ihre Funde lagerten. Maud Cunnington arbeitete an einem Museumskatalog mit, der 1911 veröffentlicht wurde.
1947 erkrankte Maud Cunnington an der Alzheimer-Krankheit. Ben Cunnington war zu diesem Zeitpunkt ebenfalls schwer krank. Er starb Ende 1950, Maud starb drei Monate später. Den größten Teil ihres Vermögens vererbten sie dem Devizes Museum.

## Ehrungen
Maud Cunnington wurde zum Ehrenmitglied der Cambrian Archaeological Association und der Society of Antiquaries of Scotland ernannt. 1948 verlieh König George VI. ihr den Titel Commander of the Order of the British Empire. Sie war die erste Archäologin, die diese Ehrung erhielt. Wegen ihrer Alzheimer-Erkrankung konnte sie die Zeremonie nicht mehr bewusst erleben.

## Schriften (Auswahl)
- An Introduction to the Archaeology of Wiltshire. From the Earliest Times to the Pagan Saxons. With Chapters on Stonehenge, Avebury, Silbury Hill, Woodhenge, Barrows, Earthworks, etc. George Simpson & Co., Devizes 1933.
- Avebury. A Guide to the Circles, the Church, the Manor House, etc., Silbury Hill. C. H. Woodward, Devizes 1931.
- Woodhenge. A Description of the Site as Revealed by Excavations Carried Out There by Mr. and Mrs. B.H. Cunnington, 1926–7–8. Also of Four Circles and an Earthwork Enclosure South of Woodhenge. George Simpson & Co., Devizes 1929.
- The Early Iron Age Inhabited Site at Cannings Cross Farm, Wiltshire. A description of the excavations, and objects found, by Mr. and Mrs. B. H. Cunnington, 1911–1922. George Simpson & Co., Devizes 1923.
- mit Edward H. Goddard: Catalogue of Antiquities in the Museum of the Wiltshire Archaeological and Natural History Society at Devizes. Teil 2. Published by the Society at the Museum, Devizes 1911 (2nd edition: ebenda 1934).
- On some Fragments of Arretine Ware and Other Pottery, From a Late-Celtic Rubbish Heap at Oare, Wilts. In: Reliquary and illustrated archæologist, NS, 1909, Band 15, S. 57–61; ZDB-ID 1071775-4.